# Trnová (district de Plzeň-Nord)
Pour les articles homonymes, voir Trnová.
Trnová (en allemand : Tirnau, précédemment : Trnowa) est une commune du district de Plzeň-Nord, dans la région de Plzeň, en République tchèque. Sa population s'élevait à 946 habitants en 2022.

## Géographie
Trnová se trouve à 15 km au nord-nord-ouest de Plzeň et à 84 km à l'ouest-sud-ouest de Prague.
La commune est limitée par Krašovice au nord, par Horní Bříza à l'est et au sud, par Žilov au sud et par Tatiná à l'ouest.

## Histoire
La première mention écrite de la localité date de 1269.

## Transports
Par la route, Trnová se trouve à 9 km de Třemošná, à 17 km de Plzeň et à 110 km de Prague. 